# (5651) Traversa
(5651) Traversa est un astéroïde de la ceinture principale.

## Description
(5651) Traversa est un astéroïde de la ceinture principale. Il fut découvert le 14 février 1991 à l'observatoire de Haute-Provence par Eric Walter Elst. Il présente une orbite caractérisée par un demi-grand axe de 3,14 UA, une excentricité de 0,16 et une inclinaison de 14,6° par rapport à l'écliptique.

## Compléments